# تجسس الحرب الباردة

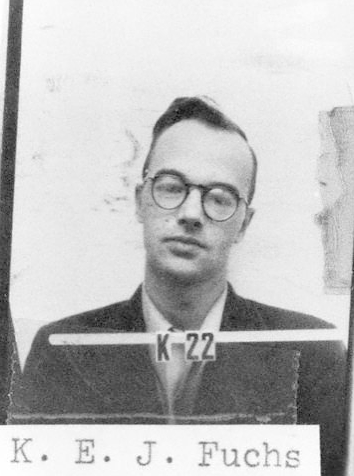

تجسس الحرب الباردة يصف نشاطات جمع المعلومات الاستخباراتية خلال الحرب الباردة (حوالي 1947-1991) بين الحلفاء الغربيين (بقيادة الولايات المتحدة، المملكة المتحدة والناتو) والكتلة الشرقية (الاتحاد السوفيتي وبلدان تحالف وارسو). ولأن كل جانب كان يتحضر لمحاربة الآخر، فقد كانت الاستخبارات عن نوايا الجانب المعارض، الجيش، التكنولوجيا على أهمية كبيرة. واعتمد الطرفان على تشكيلة واسعة من الوكالات المدنية والعسكرية لجمع المعلومات.
حين أصبحت منظمات عديدة مثل وكالة المخابرات المركزية ولجنة أمن الدولة مرادفات لتجسس الحرب الباردة، لعب كثيرون آخرون أدوارًا أساسية في جمع وحماية القسم المعني بالكشف عن التجسس، وتحليل مجموعة واسعة من التخصصات الاستخباراتية.

## معلومات أساسية
كان التجسس السوفييتي في الولايات المتحدة خلال الحرب الباردة نموًا للتجسس النووي للحرب العالمية الثانية، مع استخدام وتطوير كلا الجانبين لتقنيات وممارسات تمت ممارستها في الحرب العالمية الثانية. ولقد تم تصوير تجسس الحرب الباردة بشكل خيالي في أعمال مثل كُتب وأفلام جيمس بوند و مات هيلم.
كانت الحرب الباردة حالة من التوتر السياسي والعسكري بعد الحرب العالمية الثانية التي قادتها الولايات المتحدة (والكتلة الغربية) والاتحاد السوفييتي (والكتلة الشرقية). بعد الحرب العالمية الثانية، منح نصر الاتحاد السوفييتي على ألمانيا غنائم إقليمية كبيرة له؛ فجمع الاتحاد السوفييتي هذه الدول اقتصاديًا وسياسيًا مكونًا قوة كبرى تتحدى قوة الولايات المتحدة. وذلك قبل استعمال الولايات المتحدة للقنابل النووية في هيروشيما وناجازاكي حتى، وقد كان الاتحاد السوفييتي يطور تقنية لصنع أجهزة مشابهة. وبالرغم من عدم دخول القوتين في أي حرب شاملة، إلا أن كلتاهما كانت تتحضر باستمرار لحرب نووية كاملة. وركز تجسس الحرب الباردة على اكتساب أفضلية في المعلومات حول قدرات الأعداء، وبالأخص المتعلقة بالأسلحة الذرية.
كانت المعلومات سلعة أساسية خلال الحرب الباردة. فكانت حيوية لمعرفة ما يخطط له الخصم، واحتمالية استخدام المراقبة عالية التقنية المستخدمة في يومنا هذا، والتي لم تكن موجودة. وعوضًا عن الوثوق بالتكنولوجيا، اعتمدت الدول على الجواسيس: الأشخاص الذين تسللوا أراضي الأعداء وحاولوا اكتشاف معلومات مع بقائهم غير مكشوفين.
استمرت نشاطات التجسس من قبل بداية الحرب الباردة في أواخر الثلاثينات وبدايات الأربعينات، وحتى أواخر الستينات واستمرت حتى خلال أيامنا هذه. وبسبب طبيعة التجسس، فالمعلومات التي بإمكاننا جمعها عن هذا النشاط تكون محدودة، بنفس قدر ما يمكن أن تصل إليه النيابة العامة فيما يتعلق بالأشخاص الذين يقترفون التجسس (خصوصًا في الولايات المتحدة). فقد كان هؤلاء الجواسيس يفكون شيفرات معلومات مشفرة، ويستخدمون عدة مهارات لكسب الأفضلية على البلدان المعادية.

## حلقات التجسس الكبيرة
خماسية كامبريدج: تألفت خماسية كامبريدج من خمسة أعضاء تم تجنيدهم من قبل جامعة كامبريدج في الثلاثينات. وهنالك جدال حول التوقيت الدقيق لتجنيدهم، ولكن يعتقد بصورة عامة أنهم لم يجندوا كعملاء إلى أن تخرجوا. وتضمنت المجموعة كيم فيلبي (أسمه المشفر’ ستانلي’)، دونالد ماكلين (أسمه المشفر’ هومر’)، غاي بورغيس (اسمه المشفر ‘هيكز‘)، أنتوني بلنت (أسمه المشفر ‘توني‘، ‘جونسون‘)، وجون كارينكروس (أسمه المشفر ‘ليسزت‘). وكان هنالك الكثير من الآخرين الذين اتهموا بكونهم جزءًا من حلقة كامبريدج للتجسس، ولكن هؤلاء الأعضاء الخمسة كانوا يعرفون كليًا باسم خماسية كامبريدج.
حلقة تجسس بورتلاند: عملت حلقة تجسس بورتلاند في إنجلترا، كحلقة تجسس سوفييتية، منذ الخمسينات وحتى عام 1961 عندما تم اعتقال قلب الشبكة من قبل المخابرات الحربية. وقد كانت حلقة التجسس هذه فريدة من نوعها لأنها لم تستخدم غطاء السفارة كغطاء لجواسيسها. كان أعضاؤها هاري هوفتون، إيثيل غي، غوردون لونسدايل، وأشهرهم موريس ولونا كوهين (أسمائهم المشفرة هي بيتر وهيلين كروغر).
مجموعة وير: حلقة تجسس نائمة الولايات المتحدة بقيادة جي. بيترز، وكانت قد نُظمت في البداية من قبل هارلود وير، وورثها ويتتايكر جامبرز (تحت أوامر من بيترز)، وتضمنت أيضًا: جون أبت، ماريون باجارج (أخت أبت)، لي بريسمان، ألغر هيس، دونالد هيس، تشارلس كريمر، نايثان ويت، هينري كولينز، جورج سيلفرمان، جون هيرمان، ناثانيل ويل، وفيكتور بيرلو. عندما انشق جامبرز في عام 1938، أصبحت مجموعة وير خاملة ومن ثم افترقت. تبرع هاري ديكستر وايت (أدناه) بالعتاد لجامبرز ولكن ليس كجزء من مجموعة وير.
حلقة تجسس سيلفرماستر: كانت حلقة تجسس سيلفرماستر بقيادة هاري ديكستر وايت، مساعد وزير الخزانة وثاني أكثر الأعضاء تأثيرًا في وزارة الخزانة. كانت مهمته هي المساعدة في وضع الجواسيس السوفييت في حكومة الولايات المتحدة. ولقد تم اختراق وزارة الخزانة في الولايات المتحدة بصورة ناجحة من قبل عدة جواسيس سوفييت، أكثرها نجاحًا الذي يعود لحلقة تجسس سيلفرماستر. كان هارلود غلاسر، إيليزابيث بينتلي، وناثان سيلفرماستر من الأعضاء الرئيسيين الآخرين في حلقة تجسس سيلفرماستر.
الجواسيس الذريون: بينما لم يكن الجواسيس الذريون شبكة جواسيس فعليًا، فقد كانت المعلومات التي جمعتها هذه المجموعة من الجواسيس السوفييت حساسة لقدرة الاتحاد السوفييتي على بناء قنبلة ذرية، عمل الكثير من أعضاء مجموعة الجواسيس الذريين لمصلحة مشروع مانهاتن أو بالقرب منه أو من بناء الولايات المتحدة للقنبلة الذرية. وشملت هذه المجموعة كلًا من:
- كلاوس فوتشس: عالم فيزياء نظرية بريطاني مولود في ألمانيا. عمل مع الوفد البريطاني لمشروع مانهاتن.
- موريس كوهين: أمريكي حصل على لمحة عن الخطط من المختبر السري في لوس ألاموس وأوصلها إلى مصممي القنبلة الذرية السوفيتية.
- هاري غولد: أمريكي كان ناقل أخباٍر لكلاوس فوتشس وديفد غرينغلاس.
- ديفيد غرينغلاس: ميكانيكي أمريكي في لوس ألاموس خلال مشروع مانهاتن. أعطى مخططات غير مكتملة لاختبارات المختبر إلى الروس.
- ثيودور هال: أمريكي، وأصغر الفيزيائيين عمرًا في لوس ألاموس، أعطى وصفًا دقيقًا لقنبلة البلوتونيوم فات مان وعدة عمليات لتنقية البلوتونيوم إلى السوفييت.
- جورج كوفال: من عائلة روسية ومولود في أمريكا. حصل على معلومات من مختبر أوك ريدج الوطني ومشروع دايتون حول محول إرتشن المستعمل لقنبلة البلوتونيوم فات مان.
- إيرفينغ ليرنر: مخرج أفلام أمريكي تم الإمساك به وهو يصور جهاز السيكلوترون في جامعة كاليفورنيا عام 1944.
- آلن نون ماي: هو فيزيائي بريطاني عمل للبحوث النووية البريطانية ثم عمل في كندا على مشروع مانهاتن. تسبب الكشف عنه في عام 1946 بتقييد مشاركة الأسرار الذرية للولايات المتحدة مع البريطانيين.
- يوليوس وإيثيل روسينبورغ: هم الأمريكان الذين كانوا معنين بتنسيق وتجنيد شبكة التجسس. وكان ديفد غرينغلاس شقيق إيثيل.
- سافيل ساكس: أمريكي مثل كناقل أخبار لكلاوس فوتشيس وثيودور هال.
- مورتون سوبيل: مهندس أمريكي أقرَّ بالتجسس لصالح السوفيين وكشف عن مدى امتداد شبكة روسينبورغ التجنيدية.[3]

## جواسيس يعملون لصالح الولايات المتحدة خلال الحرب الباردة
- أليكساندر ديميتريفيتش أوغورودنيك- دبلوماسي سوفييتي قام بتصوير برقيات دبلوماسية سرية وأرسلها إلى الولايات المتحدة.
- أركادي شيفتشينكو- دبلوماسي سوفييتي وأعلى السوفييت من ناحية المنصب من الذين انشقوا وانضموا للغرب. بصفته وكيل الأمين العام للأمم المتحدة، نقل أسرارًا سوفييتية إلى المسؤولين الأمريكان.
- بوريس موروس- عميل سوفييتي بالأصل، وأصبح مخبرًا لمكتب التحقيقات الفدرالي وبلغ عن حلقة تجسس سوبيل.
- بوريس يوجين- عميل مزدوج كشف عن برامج التجنيد السوفيتية خلال عمله في لجنة أمن الدولة.
- جيري درولر- مسؤول وكالة المخابرات المركزية الألمانية الذي جنَّد المنفيين الكوبيين لغزو خليج الخنازير.
- هاينز بارويتش- عالم فيزياء نووية ألماني عمل على مشروع القنبلة الذرية السوفييتية. وانشق لينضم للغرب في عام 1964 وأدلى بشهادته أمام مجلس الشيوخ الأمريكي.
- جون بريش- أمريكي معمداني تبشيري قُتل وهو يجمع المعلومات الاستخباراتية خلال الحرب الأهلية الصينية.
- مايلز كوبلاند- عميل وكالة الاستخبارات المركزية الذي كان له يد في سقوط الحكومة السورية عام 1949 والحكومة الإيرانية عام 1953.
- ميلتون بيردن- رئيس محطة وكالة الاستخبارات المركزية في أفغانستان خلال الحرب الأفغانية الأهلية.
- نيكولاس شاردين- ضابط بحرية سوفييتي انشق لينضم للغرب.
- أوتو فون بولشوينغ- جاسوس نازي سابق تم تجنيده من قبل الولايات المتحدة قبل نهاية الحرب. ولعب دورًا في الحرب اليونانية الأهلية.
- فيليب أغي- عميل وكالة الاستخبارات المركزية أمريكي أصبح مرفوضًا من قبل نشاطات وكالة الاستخبارات المركزية في الخارج. وتم اتهامه بمحاولة بيع أسرار الدولة لمسؤولين في السوفييت وكوبا، وهي تهمة رفضها إلى حين وفاته.
- روبرت باير- عميل وكالة الاستخبارات المركزية سابقًا، وكاتب حاليًا، وكان إلهامًا لشخصية جورج كلوني في فيلم "سيريانا."
- روث فيشر- مؤسس مشارك للحزب الشيوعي النمساوي. ثم خابت آماله بالستالينية.[4]
- يوسف عميت- ضابط سابق في الاستخبارات الإسرائيلية. تم تجنيده من قبل وكالة الاستخبارات المركزية وكشف مواقع القوات الإسرائيلية وأهداف السياسة الخارجية الإسرائيلية.
- يوري نوسينكو- فار من لجنة أمن الدولة، عانى من أساليب الاستجواب القاسية على أيدي وكالة المخابرات المركزية.